# Fibularia
Genre
Les Fibularia sont une famille de minuscules oursins irréguliers (clypéastéroïdes) de la famille des Fibulariidae. Rarement vus vivants, leurs squelettes blanchis sont souvent amenés sur les plages par les vagues, ce qui leur vaut dans plusieurs langues le surnom d'« œufs de mer ».

## Description et caractéristiques
Ce sont des oursins irréguliers, au test subglobulaire à la marge très arrondie, légèrement allongée antérieurement et postérieurement. 
L'intérieur du test nu est creux, et ne présente ni cloison ni colonne. 
Le disque apical est central avec quatre gonopores ; les hydropores sont rares, parfois enfoncés. 
Les pétales sont réduits mais distincts, avec un nombre de paires de pores faible. 
Le péristome est petit et enfoncé, en position centrale sur la face orale. 
Le périprocte est situé sur la face orale, proche du péristome ; son ouverture se situe au niveau des deux premières paires de plaques interambulacraires. 
Le cerle basicoronal est petit, avec des plaques interambulacraires légèrement plus larges que les ambulacraires, mais pas trop allongées.
Ce genre semble être apparu à l'Éocène.
Ces oursins ressemblent beaucoup à ceux du genre pourtant éloigné Echinocyamus, mais s'en distinguent par une silhouette plus ronde (contre plutôt aplatie et avec un péristome renfoncé), et l'absence de contreforts radiaux internes. 

## Liste des espèces
Selon World Register of Marine Species (20 mars 2014) :
- Fibularia abrardi Lambert, 1924b †
- Fibularia africana Checchia-Rispoli, 1929a †
- Fibularia alabamensis Cooke, 1959 †
- Fibularia barbadosensis Kier, 1966b †
- Fibularia cimex Lambert, 1938a †
- Fibularia cribellum de Meijere, 1903 -- Région indonésienne et Philippines
- Fibularia cyrenaica Checchia-Rispoli, 1929a †
- Fibularia damensis Kier, 1972 †
- Fibularia dubarensis Kier, 1957b †
- Fibularia excavata H. L. Clark, 1945 †
- Fibularia farallonensis Cooke, 1961 †
- Fibularia gracilis (Tournquist, 1905) †
- Fibularia jacksoni Hawkins, in Arnold & H. L. Clark, 1927 †
- Fibularia japonica Shigei, 1982 -- Japon
- Fibularia junior Lambert, 1928b †
- Fibularia minuta Palmer, in Sánchez Roig, 1949 †
- Fibularia nutriens H.L. Clark, 1909 -- sud-est de l'Australie
- Fibularia ovulum Lamarck, 1816 -- Indo-Pacifique tropical
- Fibularia plateia H.L. Clark, 1928 -- de l'Australie au Japon
- Fibularia rhedeni Lambert & Jeannet, 1928a †
- Fibularia sadeki Lambert, 1932b †
- Fibularia sandalina Szörényi, 1953 †
- Fibularia scrobiculata Lambert, 1931c †
- Fibularia sulcata Lambert, 1928b †
- Fibularia volva L. Agassiz & Desor, 1846 -- Région indonésienne et mer d'Andaman

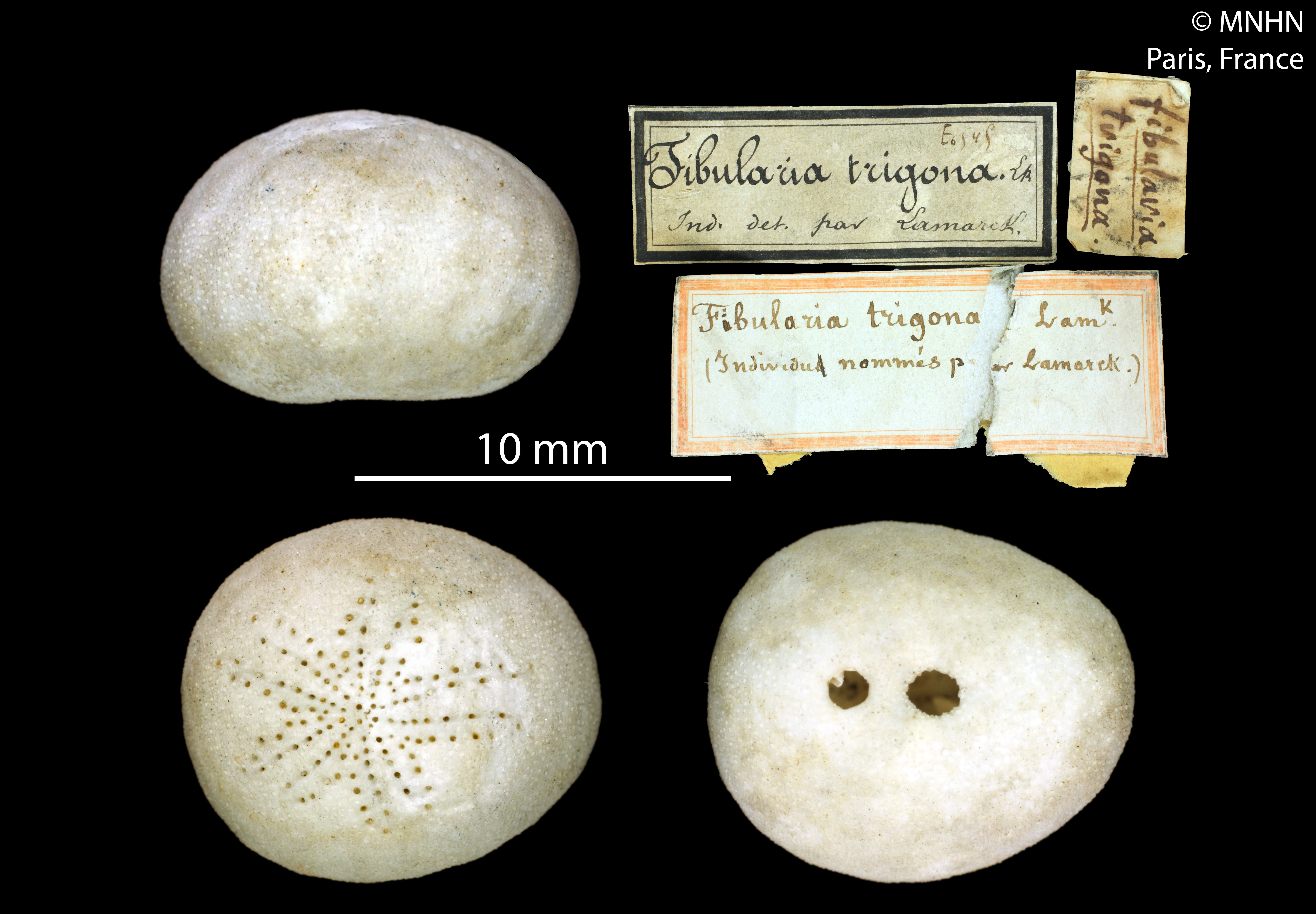
Fibularia ovulum trigona
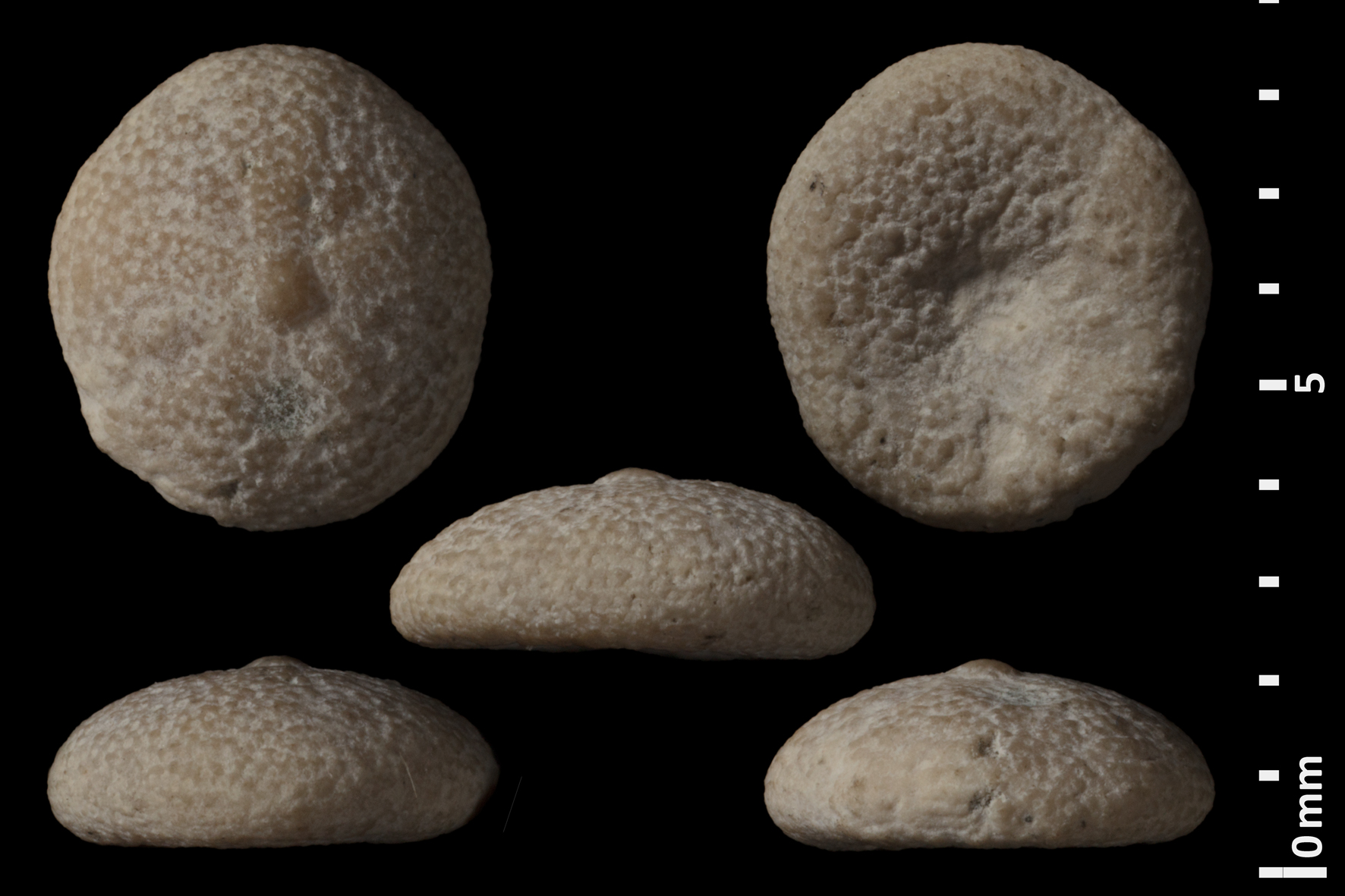
Fibularia abrardi fossile
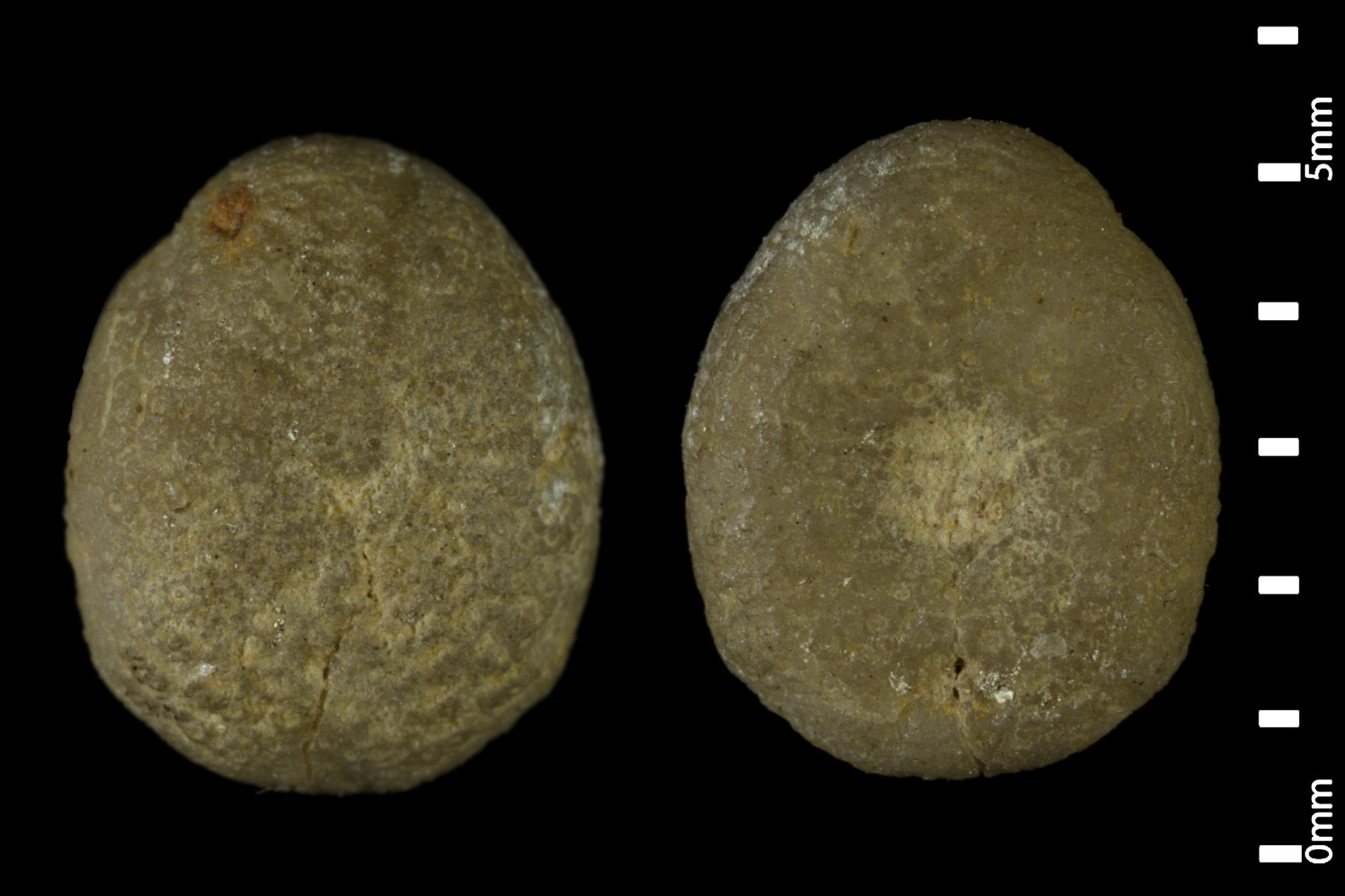
Fibularia cimex fossile
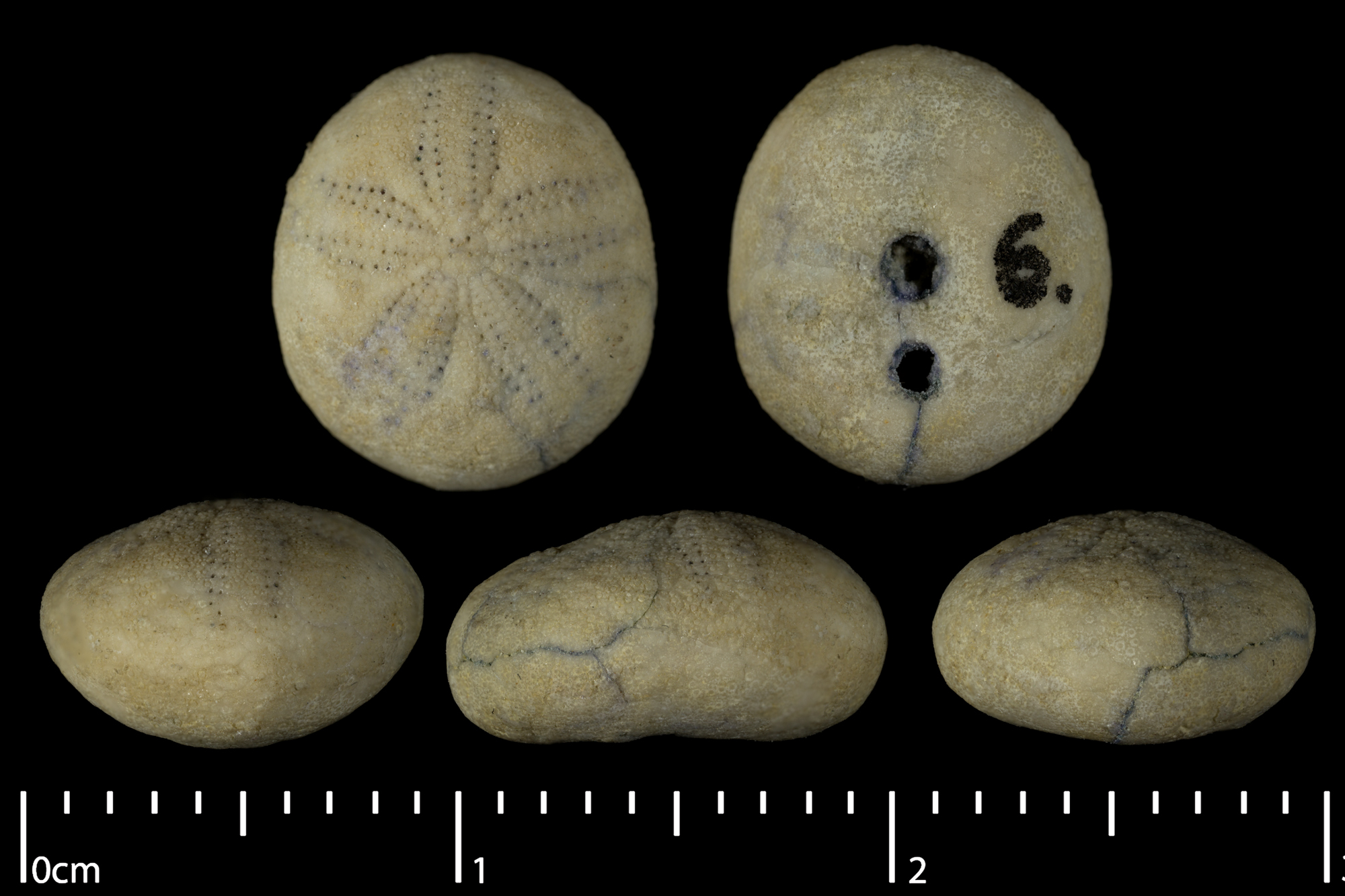
Fibularia damensis fossile
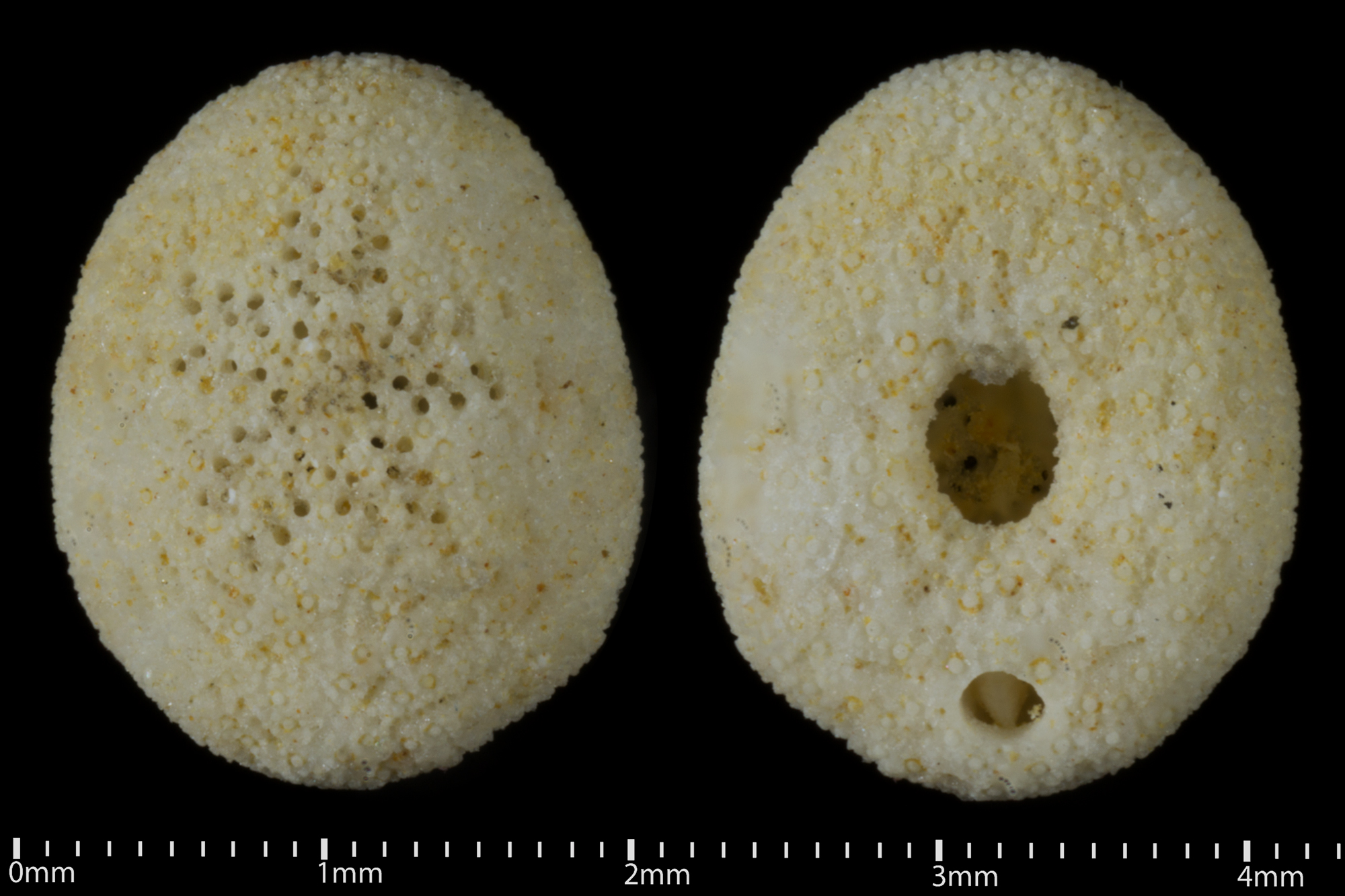
Fibularia junior fossile